# Autorité fédérale de surveillance en matière de révision
Pour les articles homonymes, voir ASR.
L'Autorité fédérale de surveillance en matière de révision (ASR) est un établissement suisse de droit public basé à Berne. 

## Histoire
Depuis le 1er septembre 2007,, toute fiduciaire qui entend accepter des mandats de révision des comptes et s'inscrire au registre du commerce suisse en tant qu'organe de révision doit être agréée par l’État. 
La mission de l'ASR est de vérifier que les sociétés fiduciaires suisses qui fournissent des prestations en matière de révision des comptes disposent de procédures internes documentées et remplissent des critères stricts en ce qui concerne l'expérience professionnelle et la formation des personnes à qui est confiée la conduite des mandats. Toute fiduciaire suisse qui désire maintenir son agrément doit disposer d'un système d'assurance-qualité interne dont le but est de garantir des prestations de haute qualité. Initialement fixé au 1er septembre 2016, le délai transitoire a été repoussé  peu avant son échéance au 1er septembre 2017 par le Conseil fédéral.
L'ASR tient un registre public en ligne qui permet de vérifier si une fiduciaire suisse dispose de l'agrément.

## Base légale
L'autorité fédérale de surveillance en matière de révision tire sa légitimité de la loi fédérale sur l'agrément et la surveillance des réviseurs. La loi préfère le terme de réviseur à celui d'expert-comptable.

## Compétences
Le 1er septembre 2012 a eu lieu un transfert de compétence de la FINMA à l'ASR : c'est cette dernière autorité qui est à présent responsable de la surveillance de l’audit comptable des banques, assurances et placements collectifs de capitaux cotés en bourse.